# Złoty Kocioł

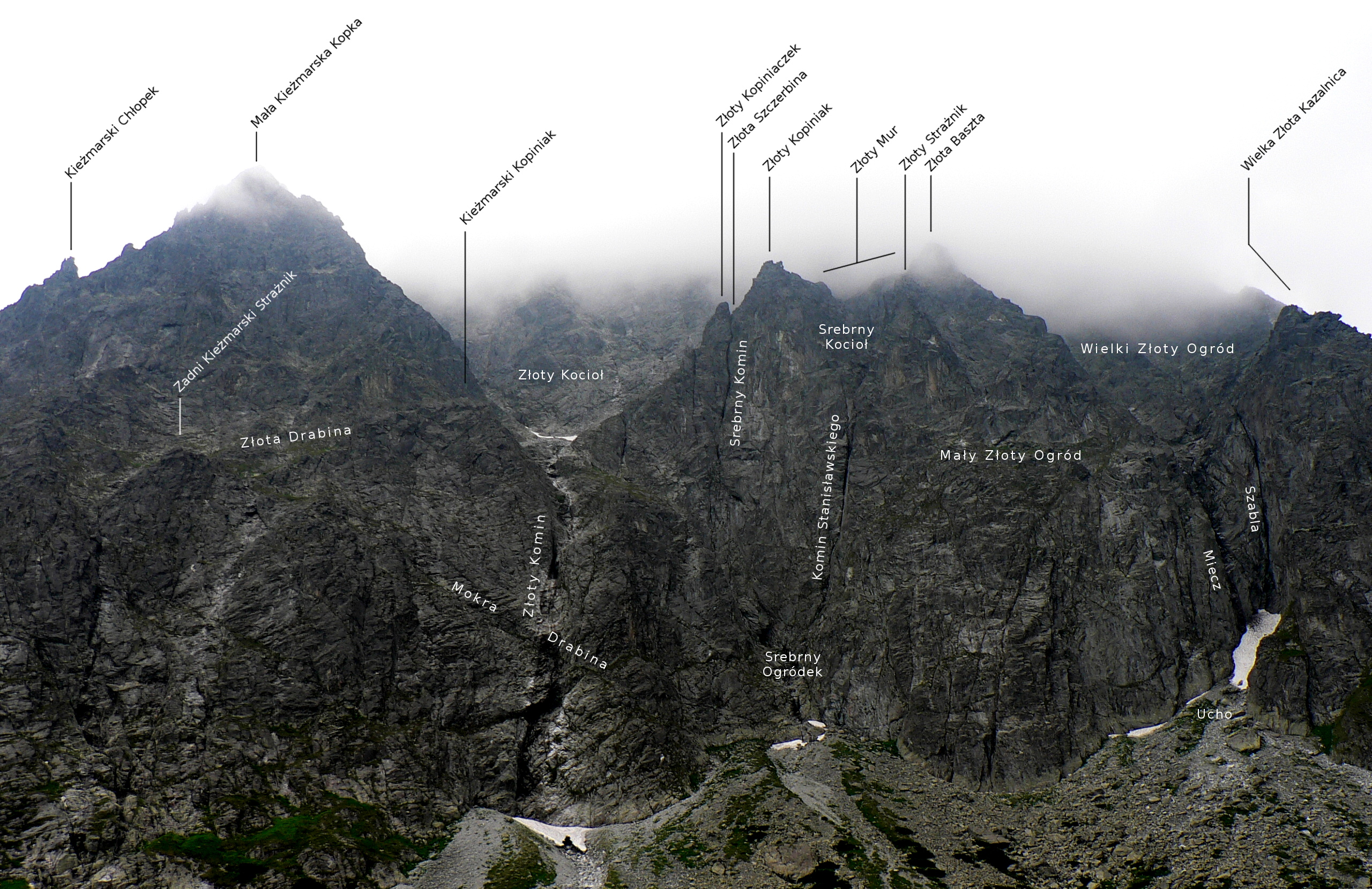
Złoty Kocioł w środkowej części zdjęcia

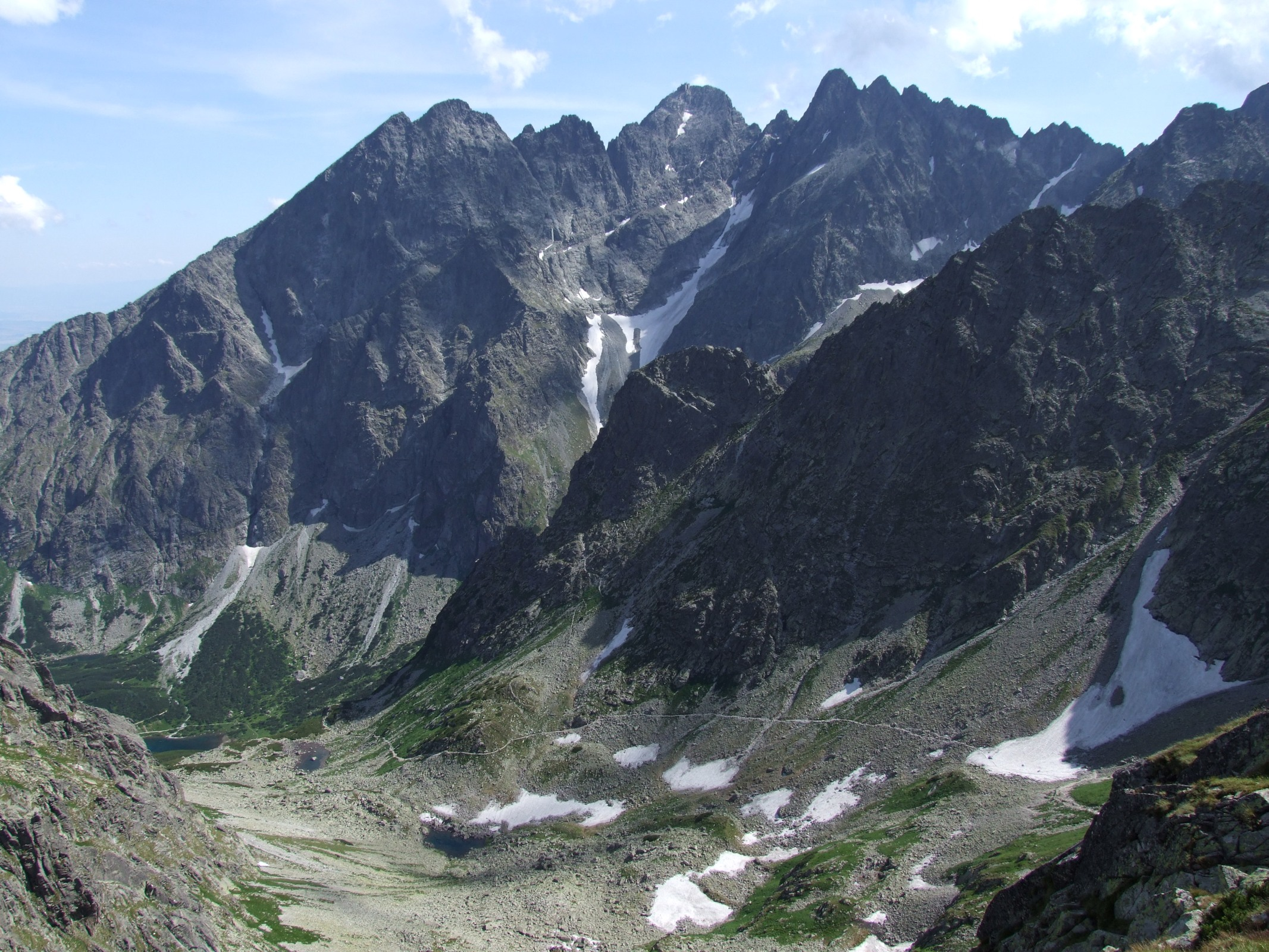
Widok z Jagnięcego Szczytu. Zaśnieżony Złoty Kocioł widoczny w ścianie Małego Kieżmarskiego Szczytu

Złoty Kocioł – wysoko położony (1986 m), piarżysty cyrk lodowcowy w północnych ścianach Małego Kieżmarskiego Szczytu (2513 m) w słowackich Tatrach Wysokich. Do późnego lata zwykle zalega w nim śnieg.
Od kotła tego w dół do Doliny Zielonej Kieżmarskiej prowadzi Złota Drabina – w górnej części ciąg trawiastych zachodów, w dolnej dość głęboki, piarżysty żleb. Od wschodu do kotła doprowadza Złota Ławka – system trawiastych zachodów biegnących w poprzek północnej ściany Kieżmarskiej Kopy. Droga przez Złotą Ławkę stanowi najłatwiejszy sposób dojścia do Złotego Kotła (choć dogodniejsze jest na ogół wejście Złotą Drabiną). W górę natomiast biegną z kotła dwa wielkie żleby: ku południowemu wschodowi Kieżmarska Drabina, doprowadzająca na Niżnią Kieżmarską Przełęcz, na południowy zachód natomiast, aż do wybitnej Złotej Przełączki, biegnie Niemiecka Drabina. Jej dalszym przedłużeniem w górze są Niemiecka Ławka i Miedziana Drabina.
Dno Złotego Kotła to rumowisko głazów, niektóre z nich są olbrzymie. Odwadniany jest przez Złotą Wodę, spływającą bardzo stromym Złotym Kominem, w którym tworzy ciąg wodospadów – Złote Skoki. W zimie powstaje tam jeden ciągły, 240-metrowy lodospad o nachyleniu 50–90°.
„Złote” nazewnictwo związane jest z poszukiwaniem złota w tym rejonie. Potężna ściana Małego Kieżmarskiego Szczytu, opadająca do Doliny Zielonej Kieżmarskiej 900-metrowym urwiskiem, od dawna budziła zainteresowanie ludzi. Znana z poszukiwań kruszcu w XVIII wieku była m.in. pochodząca z Kieżmarku rodzina szewców Fabri (Fabry). O znalezieniu złota nic nie wiadomo, rodzina odkryła jednak rudę miedzi, którą następnie wydobywali. Dodatkową korzyścią było doskonałe poznanie ścian Małego Kieżmarskiego Szczytu, dzięki czemu byli zatrudniani w tym rejonie jako przewodnicy.